# Walternienburg
Walternienburg este o comună din landul Saxonia-Anhalt, Germania.

## Geografie
Walternienburg între Zerbst / Anhalt și Barby se află pe Nühe, care se varsă în Elba lângă sat. Părți ale municipalității aparțin rezervației biosferei Flusslandschaft Mittlere Elbe.

## Istoric
La 30 septembrie 1928, Gutsbezirk Walternienburg a fost unită cu comunitatea rurală Walternienburg.
Până la 31 decembrie 2009, Walternienburg era o municipalitate independentă cu raioanele asociate Ronney și Poleymühle. Pe o suprafață comunitară de 18,77 km ² au trăit 519 de locuitori (31 decembrie 2008). La 1 ianuarie 2010, încorporarea în Zerbst / Anhalt.

## Politic

### Primar
Ultimul primar al municipiului Walternienburg a fost Heinz Reifarth.

### Stema
Stema a fost aprobată la 2 iunie 1995 de către Consiliul Regional Dessau și înregistrată în Arhivele Provinciale Magdeburg sub numărul de rulouri 38/1995.
Culorile comunității sunt albastru-auriu (galben).
Distrugerea scutului prin tăierea valurilor simbolizează apropierea municipiului de Elbstrom, polul albastru reprezintă Nühe, peste care se ridică ca punct de referință turnul de 1000 de ani al fostului castel, ca un punct de reper foarte vizibil al municipiului. Culoarea albastră simbolizează apa (Elba și Nuthe), aurul metalic cu grâu ca o indicație a caracterului rural al orașului Walternienburg.
Stema a fost proiectată de Ereda Fiedler heraldică din Magdeburg.

### Steagul
Steagul a fost aprobat la 30 august 1995 de către Consiliul Regional Dessau.
Steagul este dungat în albastru și galben. Stema municipiului este plasată pe mijlocul steagului.

## Infrastructură
De la Schora, pe autostrada federală 184, se află o conexiune rutieră prin Güterglück și Walternienburg spre feribotul de la Ronney de pe Labi până la Barby. Alte legături rutiere există la Zerbst și Leitzkau. În vecinătatea Güterglück există legături de tren spre Magdeburg și Dessau-Roßlau.
Walternienburg este o localitate școlară primară (și pentru locurile Gehrden, Gödnitz, Güterglück, Hohenlepte, Moritz, Nutha și Lübs și Prödel, ambele părți ale orașului Gommern).

## Religie
Creștinii evanghelici din parohia Walternienburg cu biserica Sf. Bartolomeu (cu organ) aparțin fracțiunii Leitzkau din districtul bisericii protestante din Elbe-Fläming, Biserica Evanghelică din Germania Centrală.